# David Kamehameha
Titre
Héritier présomptif du trône d'Hawaï
20 mai 1828 – 15 décembre 1835
(4 ans, 6 mois et 25 jours)
David Kamehameha, né le 20 mai 1828 à Honolulu (Hawaï) où il est mort le 15 décembre 1845, est un prince royal hawaïen, premier fils de la princesse régente Kinau et de son époux Mataio Kekūanāoa et frère des futurs rois Kamehameha IV et Kamehameha V.   

## Biographie
Né le 20 mai 1828 à Honolulu, David Kamehameha est le fils aîné de Mataio Kekūanāoa, gouverneur d'Oahu, et de Kinau, alors régente du royaume d'Hawaï au nom de son demi-frère Kamehameha III. 
David est un petit-fils du roi Kamehameha Ier par sa mère et a été nommé en l'honneur de son grand-père et d'après le roi biblique David. Il avait trois frères, Moses Kekuaiwa (1829–1848), Lot Kapuāiwa (1830–1872), Alexander Liholiho (1834–1863) et trois sœurs, Ruth Keelikolani (1826–1883), Bernice Pauahi (1831–1884) et Victoria Kamāmalu (1838–1866). 
Laura Fish Judd, épouse du premier ministre Gerrit Judd, a décrit le prince comme "un garçon assez bien pour que toute mère non de la semence royale puisse se glorifier."
Son éducation fut en partie assurée par la reine douairière Kaʻahumanu, l'épouse de son grand-père. Mais c'est surtout sa mère, Kinau, qui surveille l'éducation de son jeune fils. Kinau était la figure la plus puissante à Hawaï à l'époque, servant de régente pendant la minorité de son frère Kamehameha III à partir de 1824. Cependant, elle a souvent eu du mal à traiter avec certains nobles dans l'entourage du roi, comme le noble Boki qui l'a publiquement accusée d'avoir comploté pour placer David Kamehameha sur le trône, une accusation qu'elle a immédiatement démentie. 
Le prince David, premier neveu et héritier du roi Kamehameha III, mourut de causes inconnues le 15 décembre 1835 à Honolulu, dans la résidence de sa mère près de l'actuel palais Iolani. Il a été inhumé dans le tombeau de Pohukaina sur le terrain du futur palais et plus tard ses restes ont été transportés au Mausolée royal. En 1836, le prince César Kapaakea et son épouse Analea Keohokalole ont nommé leur troisième fils David Kalakaua, en l'honneur du prince héritier.